# Ernesto Ure
Ernesto M. Ure (Buenos Aires, 1 de julio de 1959) es un exjugador argentino de rugby que se desempeñaba como octavo. Fue internacional con los Pumas de 1980 a 1986.

## Selección nacional
Aitor Otaño lo convocó a los Pumas para enfrentar a World XV en 1980, marcó un try y enfrentó a Robert Paparemborde, Jean-Pierre Rives, Jacques Fouroux, Steve Fenwick y Mike Slemen. En 1981 fue titular en el primer empate ante la Rosa.
Integró la selección que visitó Australia en 1983 y obtuvo la victoria contra los Wallabies, formados con Stan Pilecki, Simon Poidevin, Mark Ella, Andrew Slack y David Campese. Fue la primera contra ellos y ante una superpotencia.
En 1985 también jugó en el primer triunfo (24–16) contra Les Bleus, marcando un try y luego en el histórico empate frente a los All Blacks, donde en la última jugada: se le cayó el balón a centímetros del ingoal.
Su último test fue durante la gira por Australia 1986. En total jugó 18 partidos y marcó cinco tries (20 puntos).

## Palmarés
- Campeón del Torneo Sudamericano de 1985.

### Legado
Ure es recordado en Argentina por el knock-on que cometió frente a los All Blacks y frustró el primer triunfo contra la superpotencia, especulándose que es el motivo por el cual vive en los Estados Unidos. En 2001 Felipe Contepomi no pateó bien un despeje y frustró el primer triunfo contra los neozelandeses, más groseramente. Ambos fracasos se olvidaron recién en el Torneo de las Tres Naciones 2020 con la primera victoria.